# James Connolly
James Brendan Bennet Connolly (28. října 1868 Boston, Massachusetts – 20. ledna 1957 Brookline, Massachusetts) byl americký atlet a spisovatel. V roce 1896 se v Athénách stal prvním olympijským vítězem v trojskoku po jejich znovuobnovení.

## Životopis
Narodil se v Jižním Bostonu, Massachusetts v USA chudým americkým rodičům, kteří pocházeli z Irska, rybáři Johnu Connollyovi a Anně O'Donnellové, jako jeden z dvanácti dětí. Vyrůstal v době, kdy se teprve v Bostonu budovaly parky a hřiště. Spojil se s dalšími chlapci společně pak využívali ulice a proluky k hraní s míčem, k běhu a ke skákání. Studoval Notre Dame Academy a poté střední školu Mather a Lawrence grammar school. Místo studií na vysoké škole pracoval jako úředník v pojišťovací společnosti v Bostonu a později vstoupil do Armády Spojených států a byl u ženijního vojska v Savannah v Georgii. Jeho predispozice ke sportu byly zřejmé. Při zvláštním setkání Catholic Library Association (CLA) v Savannah v roce 1891 připravoval tvořící se fotbalové mužstvo. Zanedlouho byl zvolen kapitánem CLA Cycling Club a iniciativně propagoval sport za Savannah Wheelmen. Protože byl celkově nespokojen se svou kariérou, usiloval znovu získat ztracená léta na vysoké škole cestou samovzdělávání[zdroj?]. V říjnu 1895 vykonal přijímací zkoušku na Lawrence Scientific School a nepodmíněně byl přijat ke studiu klasiky na Harvardově univerzitě.

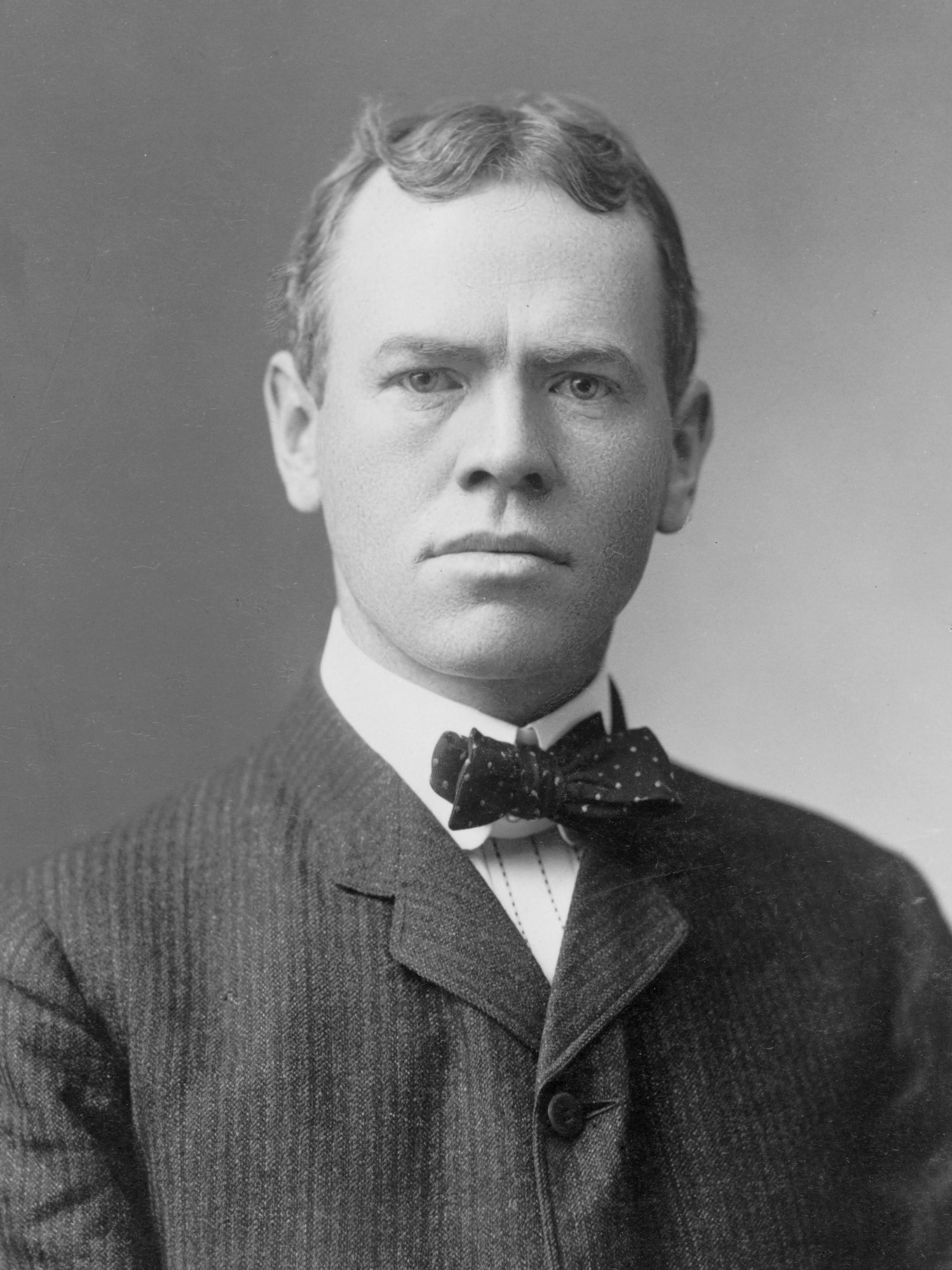
James Brendan Connolly

### Účast na olympijských hrách
Po ustavení Mezinárodního olympijského výboru v roce 1894 a rozhodnutí uskutečnit první moderní olympiádu v roce 1896 v Athénách se rozhodl k účasti na hrách a předložil svou žádost o volno vedoucímu harvardského univerzitního výboru pro regulaci atletických sportů. Tato žádost však mu byla zamítnuta. Proto požadoval čestné odvolání jako studenta, které mu bylo uděleno 19. března 1896 s tím, že se na univerzitu vrátí.
Jako reprezentant Suffolk Athletic Club, který mu platil většinu výloh (on sám později tvrdil, že si zaplatil všechno sám), odjel do Řecka německou nákladní lodí Barbarossa spolu s většinou prvního amerického olympijského týmu. Při mezipřistání v Neapoli byl okraden a málem přišel i o lístek do Athén, který se mu podařilo znovu získat až při stíhání zloděje. Nakonec jel do Athén vlakem a přijel právě včas na zahájení her.
První disciplínou v zahajovacím dni, které se účastnil, byl trojskok. Jeho styl dvou poskoků na pravé noze, který již v dnešní době není povolen, byl dokonale přijatelný pro tehdejší dobu. Tímto stylem skákal dále než ostatní a dokončil soutěž výkonem 13,71 m s více než metrovým náskokem před jeho nejbližším konkurentem a získal první stříbrnou medaili (zlaté medaile zatím neexistovaly). S tímto výkonem se stal prvním olympijským vítězem od roku 385 po Kr., kdy Athéňan Aurelios Zopyros vyhrál pankration (jiné zdroje uvádějí arménského Varazdata, který vyhrál v boxu v roce 369).
V soutěžích pokračoval druhým místem ve skoku vysokém za výkon 1,65 m, které obsadil společně s Robertem Garrettem za Ellery Clarkem a třetím místem ve skoku dalekém za výkon 5,84 m. Při návratu domů do Bostonu byl nadšeně vítán a obdržel od občanů South Bostonu zlaté hodinky.
Byl také účastníkem druhé olympiády v Paříži roku 1900, kde však titul v trojskoku neobhájil a prohrál se svým krajanem Myerem Prinsteinem.

### Connolly jako spisovatel
Zúčastnil se i olympijských her v roce 1904 v Saint Louis, ale už jako novinář, nikoliv jako atlet. Již dříve byly publikovány v Boston Globe jeho dopisy z kubánské fronty španělsko-americké války, kde sloužil v irském 9. pěším massachusettském pluku. Stal se známým svými námořnickými články poté, co se plavil léta po celém světě na různých lodích, při rybolovu či na vojenských plavidlech. Celkem mu vyšlo více než 200 krátkých povídek a 25 románů. Kromě toho dvakrát kandidoval do Kongresu na kandidátce Progressive Part, ale nikdy nebyl zvolen. Byl členem posádky vítězného škuneru Esperanto v roce 1920 na prvních závodech International Fishing Schooner Championship Races v Halifaxu v Novém Skotsku. Napsal o tom článek do Collier's Weekly, otištěný dne 25. prosince 1920.
Na Harvard se nikdy nevrátil, ale v roce 1948 dostal čestný atletický svetr. O rok později odmítl nabízený čestný doktorát Harvardově univerzitě. Zemřel v New Yorku ve věku 88 let. Sbírka předmětů, souvisejících s jeho osobou, včetně stříbrné medaile v trojskoku z prvních moderních olympijských her, je uložena v knihovně Colby College v Maine.